# Боцанєвці
45°38′ пн. ш. 18°20′ сх. д. / 45.64° пн. ш. 18.33° сх. д.
Боцанєвці (хорв. Bocanjevci) — населений пункт у Хорватії, в Осієцько-Баранській жупанії у складі міста Белище.

## Населення
Населення за даними перепису 2011 року становило 457 осіб.
Динаміка чисельності населення поселення:

## Клімат
Середня річна температура становить 11,06 °C, середня максимальна – 25,36 °C, а середня мінімальна – -6,04 °C. Середня річна кількість опадів – 659 мм.
| Клімат поселення                              | Клімат поселення | Клімат поселення | Клімат поселення | Клімат поселення | Клімат поселення | Клімат поселення | Клімат поселення | Клімат поселення | Клімат поселення | Клімат поселення | Клімат поселення | Клімат поселення | Клімат поселення |
| Показник                                      | Січ.             | Лют.             | Бер.             | Квіт.            | Трав.            | Черв.            | Лип.             | Серп.            | Вер.             | Жовт.            | Лист.            | Груд.            |                  |
| Середній максимум, °C                         | 5,66             | 7,88             | 12,54            | 17,18            | 22,32            | 25,36            | 25,22            | 24,80            | 20,62            | 15,23            | 9,30             | 5,30             |                  |
| Середня температура, °C                       | −0,2             | 2,00             | 6,70             | 11,30            | 16,46            | 19,51            | 21,28            | 20,87            | 16,70            | 11,30            | 5,35             | 1,36             |                  |
| Середній мінімум, °C                          | −6,04            | −3,82            | 0,86             | 5,49             | 10,62            | 13,67            | 17,36            | 16,92            | 12,76            | 7,38             | 1,42             | −2,59            |                  |
| Норма опадів, мм                              | 41               | 36               | 39               | 50               | 63               | 84               | 63               | 60               | 51               | 57               | 64               | 51               |                  |
| Середньомісячна швидкість вітру, м/с          | 2.30             | 2.60             | 2.82             | 2.75             | 2.40             | 2.20             | 2.20             | 2.00             | 2.00             | 2.10             | 2.26             | 2.40             |                  |
| Середньомісячна сонячна радіація, кДж/м²·день | 4192             | 6945             | 10857            | 15425            | 19304            | 21513            | 22076            | 20267            | 14902            | 9231             | 4724             | 3497             |                  |
| --------------------------------------------- | ---------------- | ---------------- | ---------------- | ---------------- | ---------------- | ---------------- | ---------------- | ---------------- | ---------------- | ---------------- | ---------------- | ---------------- | ---------------- |
| Джерело:                                      |                  |                  |                  |                  |                  |                  |                  |                  |                  |                  |                  |                  |                  |